# Клас захисту електрообладнання

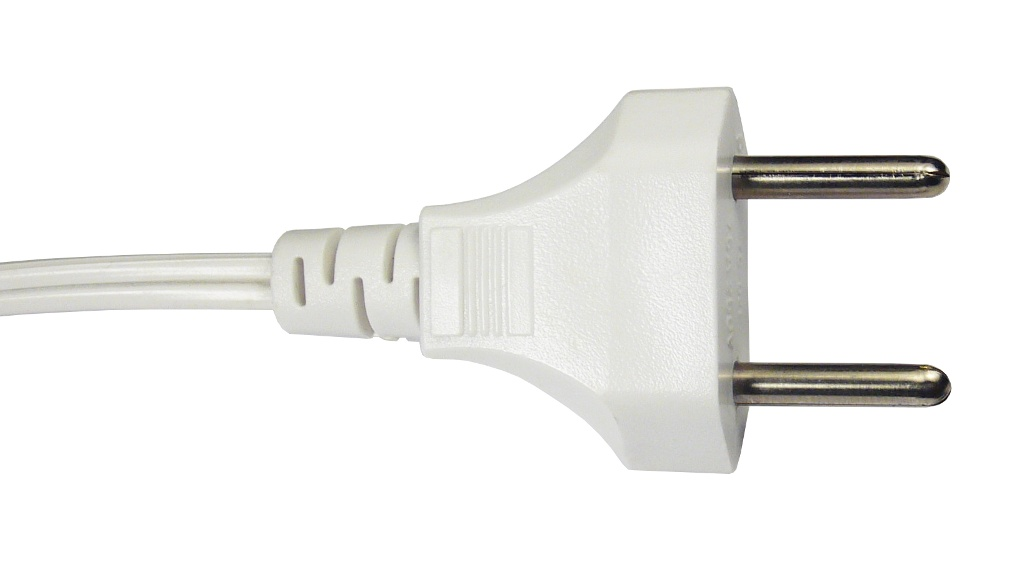
Електрична вилка, що відповідає класу 0

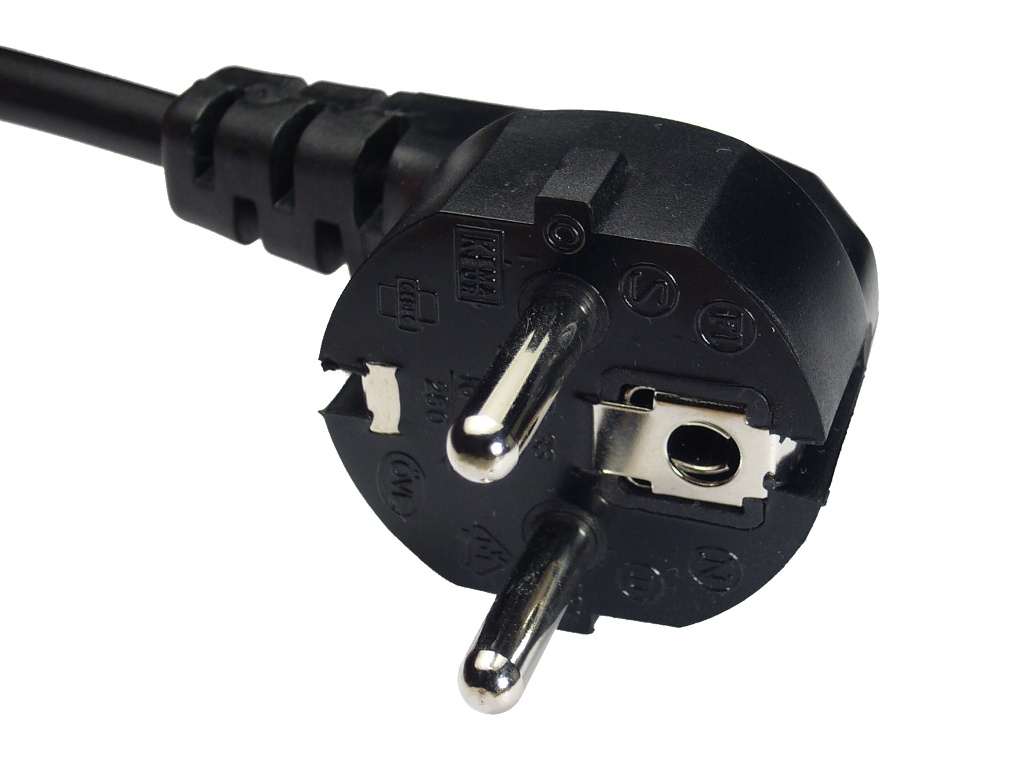
Електрична вилка із контактом для заземлення (клас I)

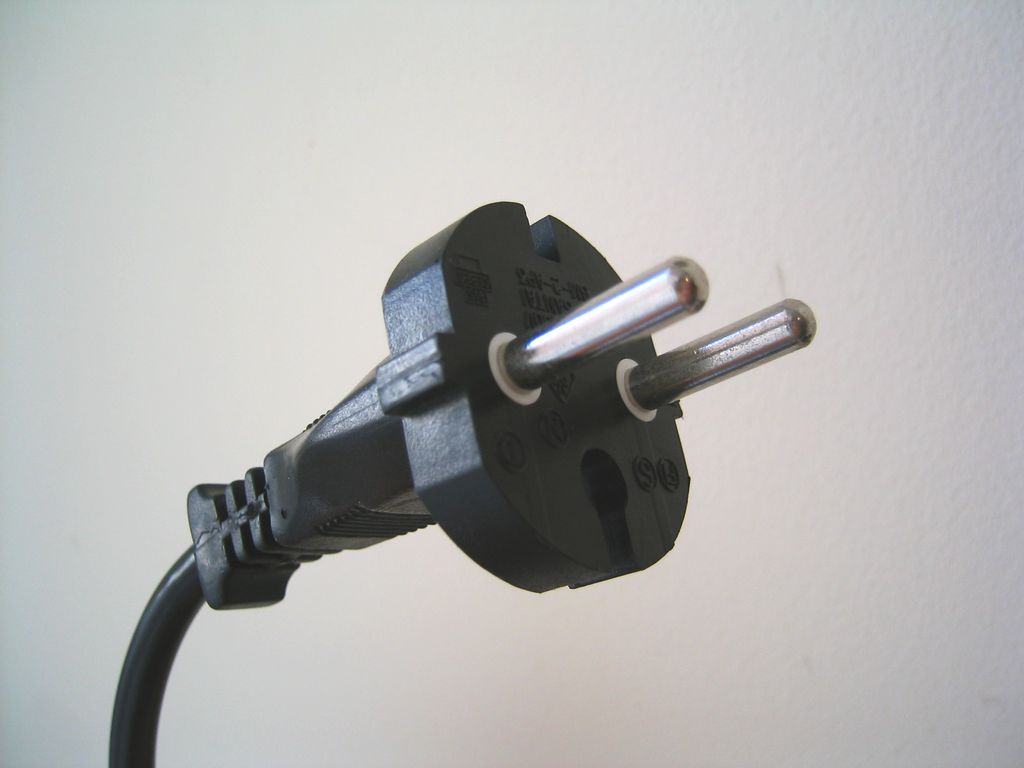
Електрична вилка за класом захисту II (з подвійною ізоляцією)

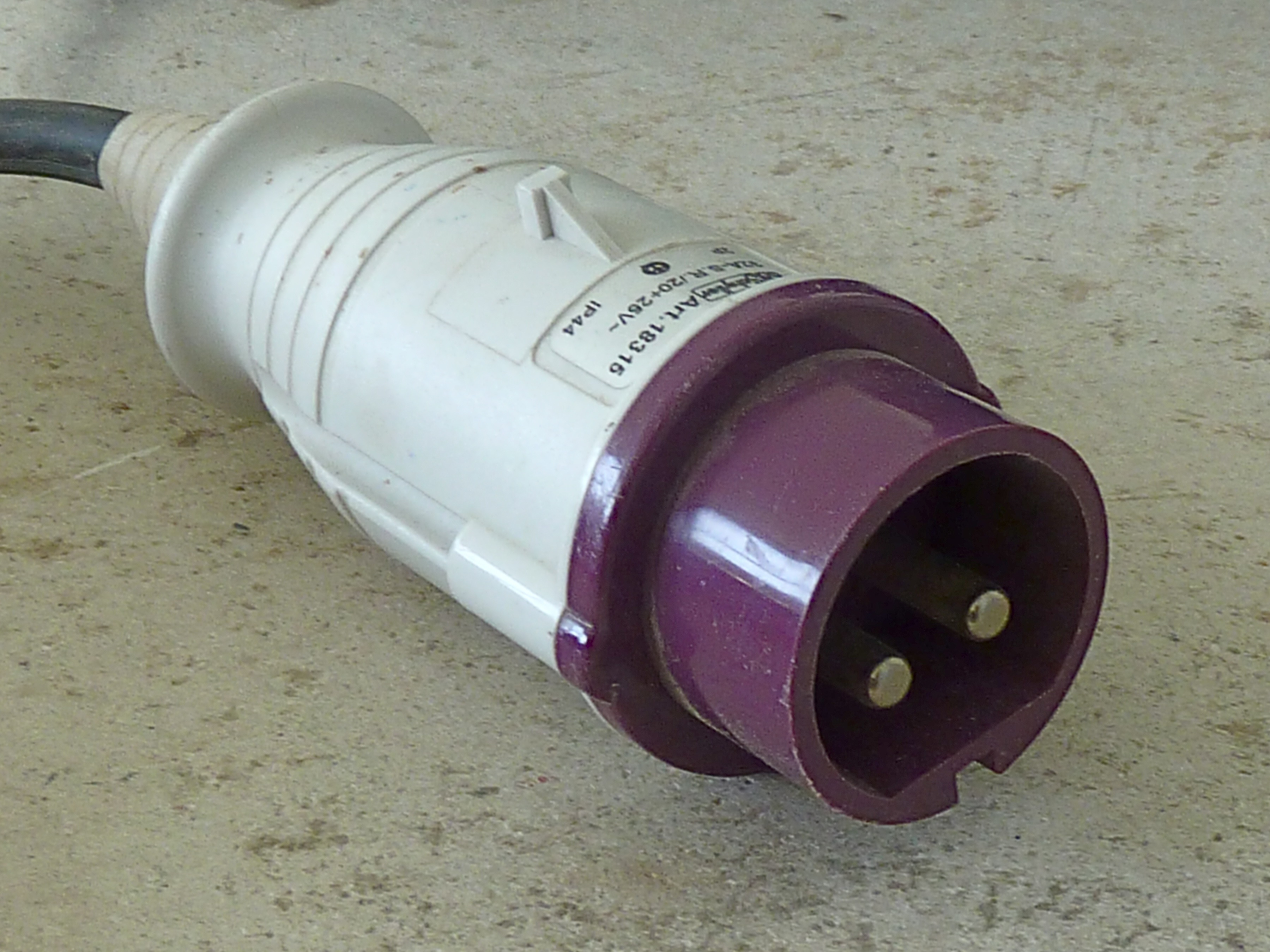
Електрична вилка виконана за класом захисту III

Клас за́хисту електрообладнання від ураження електричним струмом (англ. Appliance classes) — система умовних позначень способів і ступеня забезпечення електричної безпеки при користуванні електричним обладнанням. Відрізняють чотири класи захисту: 0, I, II та III.

## Клас 0
Електрообладнання класу захисту 0 від ураження електричним струмом — електроприймачі та пристрої, захист яких виконаний застосуванням тільки основної (робочої) ізоляції. Елементи для заземлення чи інші додаткові захисти від ураження відсутні. Індикація наявності на корпусі чи органах керування небезпечної напруги відсутня.
Допускається застосування тільки в приміщеннях без підвищеної електричної небезпеки (сухе приміщення без струмопровідних підлог і стін, без заземлених металевих частин), а також у обгороджених електрокамерах або приміщеннях, куди виключений доступ випадкових осіб. Міжнародна електротехнічна комісія рекомендує припинити випуск приладів класу захисту 0. По можливості слід такі прилади виводити з експлуатації.

## Клас I
Електроприймачі та пристрої класу І мають всі доступні до дотику частини відділені від струмопровідних частин робочою ізоляцією, а металеві частини, які доступні до дотику, крім того, приєднані до затискача або контакту заземлення розташованого всередині приладу. За цим класом безпеки виконують комп'ютери, мікрохвильові печі, пральні машини.
Заземлення металевих неструмоведучих частин забезпечується приєднанням вилки приладу до спеціальної розетки з заземлювальним контактом. Місце приєднання контуру заземлення позначається відповідним символом (див. рис. внизу).

## Клас II
Прилади і апаратура класу II мають всі доступні до дотику частини відділені від струмопровідних частин подвійною або підсиленою ізоляцією та не мають контакту (затискача) для приєднання захисних провідників. Вилка не має заземлюваного контакту. Обладнання класу захисту II позначається відповідним символом («квадрат у квадраті»). За цим класом захисту виконуються побутові електроприлади (пилососи, телевізори, електродрилі, фени), герметичні вуличні світильники, тролейбуси.
Умови застосування обладнання не обмежуються, за виключенням умов підвищеної вологості (понад 85%) для приладів з ступенем захисту оболонки нижче IP65.

## Клас III
До обладнання класу III відносяться електрообладнання та пристрої з робочою напругою не вище 42 В змінного струму або 120 В постійного струму (англ. safety extra-low voltage; SELV). Сюди відносяться усі прилади з живленням від батарей, що не мають високовольтних кіл та прилади із зовнішнім блоком живлення (напр., сканери, ноутбуки). Для останніх безпека визначається якістю та ступенем захисту блока живлення.
Обладнання класу III позначається відповідним символом (див. рис. нижче)

## Умовні позначення класів захисту

Символ, яким позначається затискач приєднання заземлення в електричному обладнанні I класу захисту
Символ, яким позначається обладнання II класу захисту з подвійною ізоляцією
Символ позначення III класу захисту